# Al-Muizz-Straße

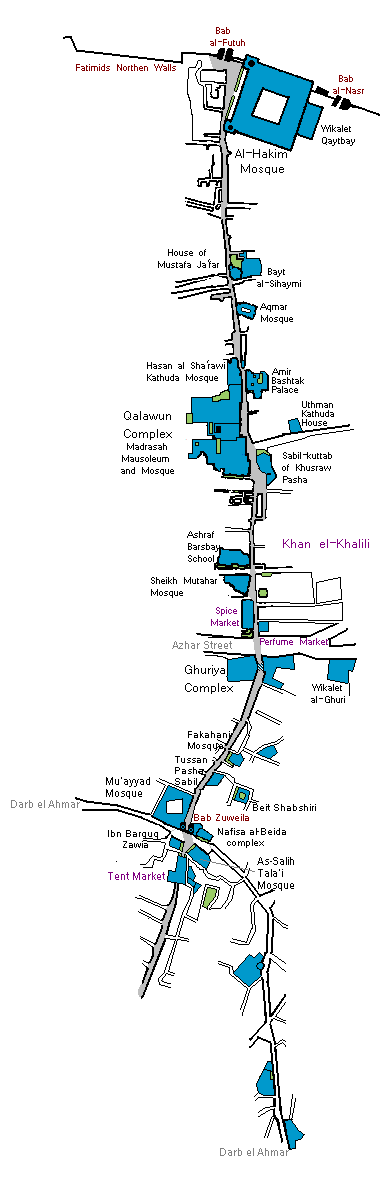
Übersichtskarte zur Straße

Die al-Muizz-Straße (arabisch شارع المعز, DMG Šāriʿ al-Muʿizz bzw. شارع المعز لدين الله, DMG Šāriʿ al-Muʿizz li-Dīn Allāh) in Kairo war im Mittelalter die Hauptstraße der Stadt und bildete das Zentrum während der Herrschaft der ismailitischen Dynastie der Fatimiden. Sie ist nach dem Imam und vierten Kalifen der Fatimiden-Dynastie al-Muizz li-Din Allah benannt, der 972 die Hauptstadt des Reiches von al-Mahdiya nach Kairo verlegt hatte.

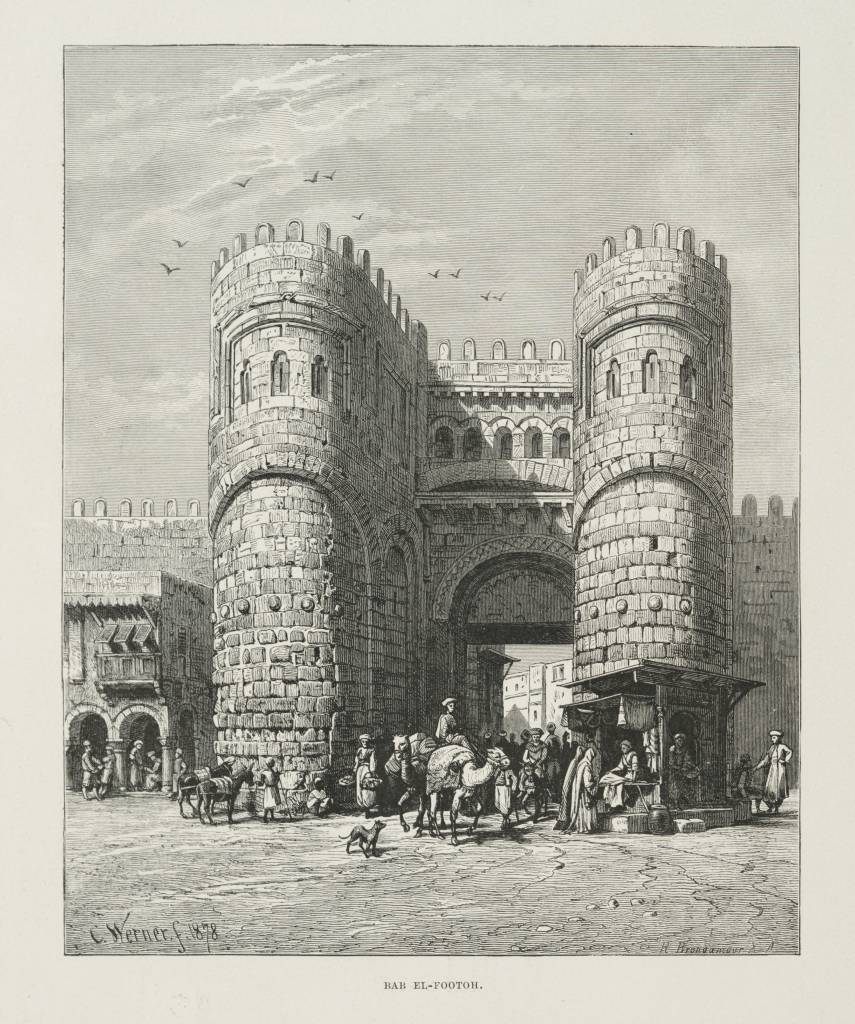
Bab al-Futuh (1878)

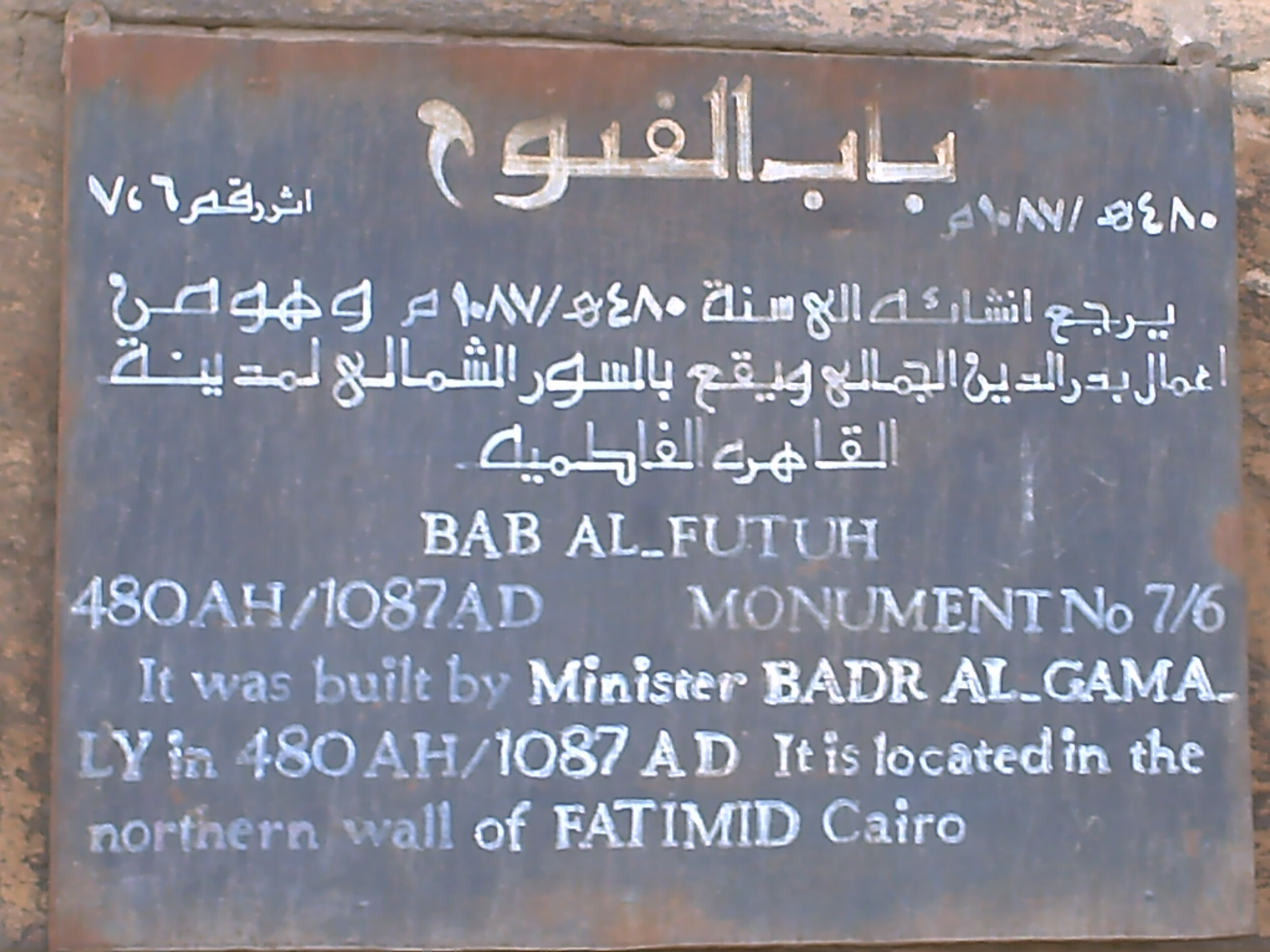
Zweisprachig beschriftete Tafel am Bab al-Futuh (dem Tor im Norden, Teil der 1087 von Badr al-Dschamali errichteten Stadtbefestigung der Fatimiden)

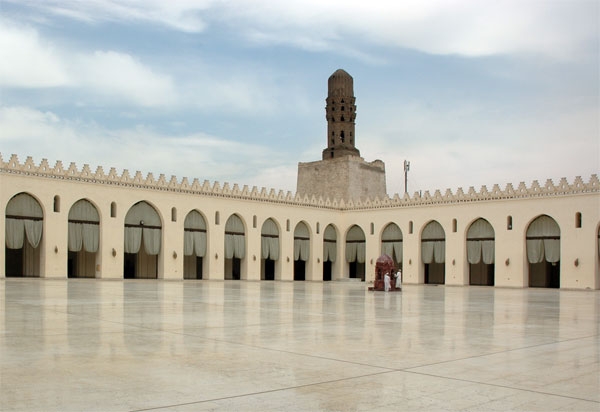
al-Hakim-Moschee im Norden der Straße

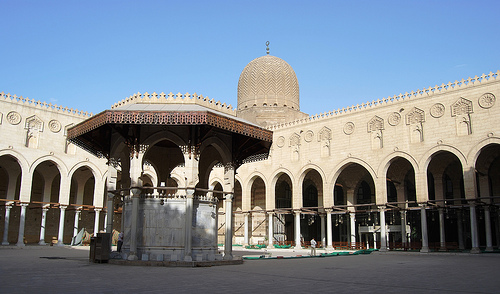
al-Mu'aiyad-Moschee im Süden der Straße

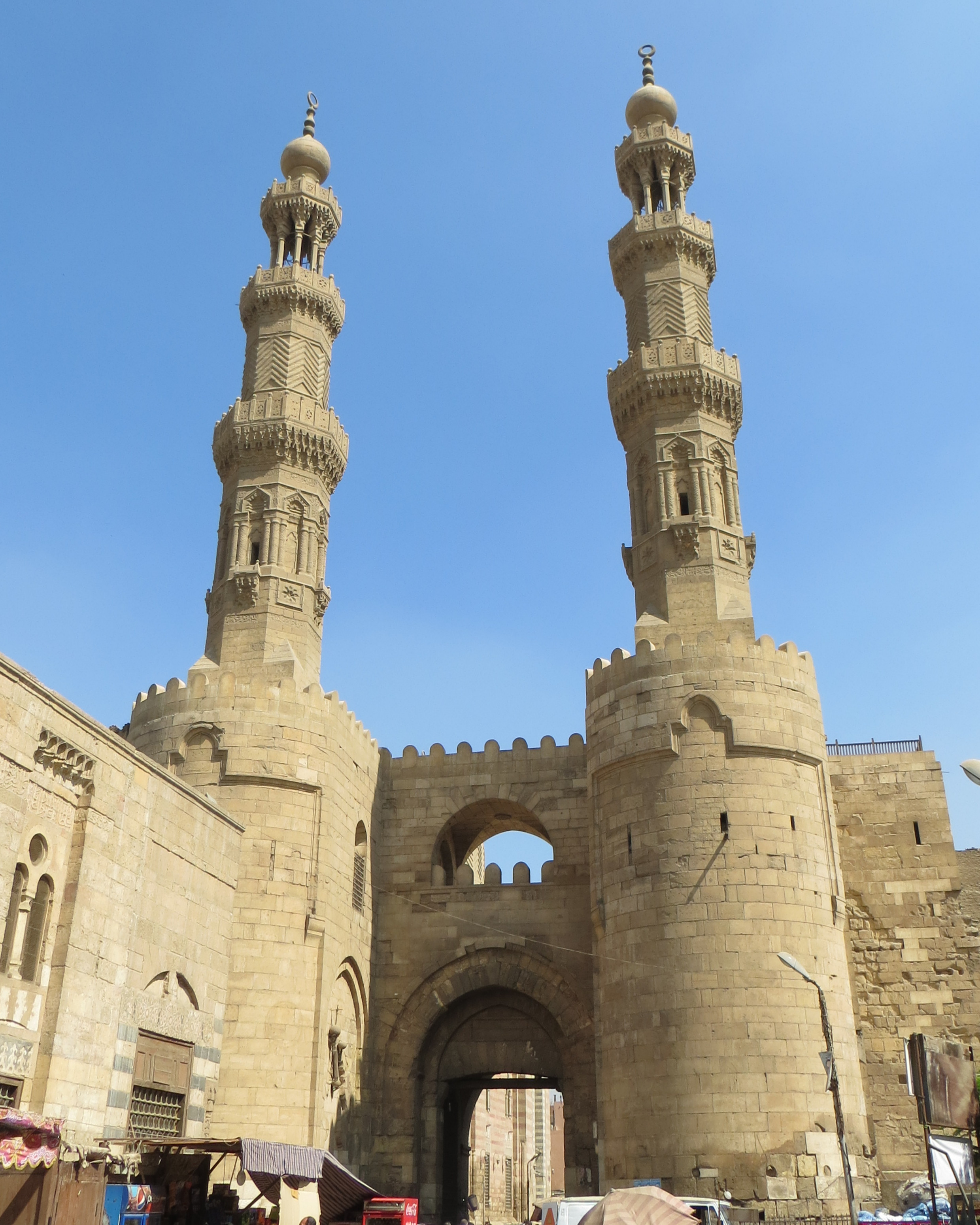
Bab Zuweila (Tor im Süden)

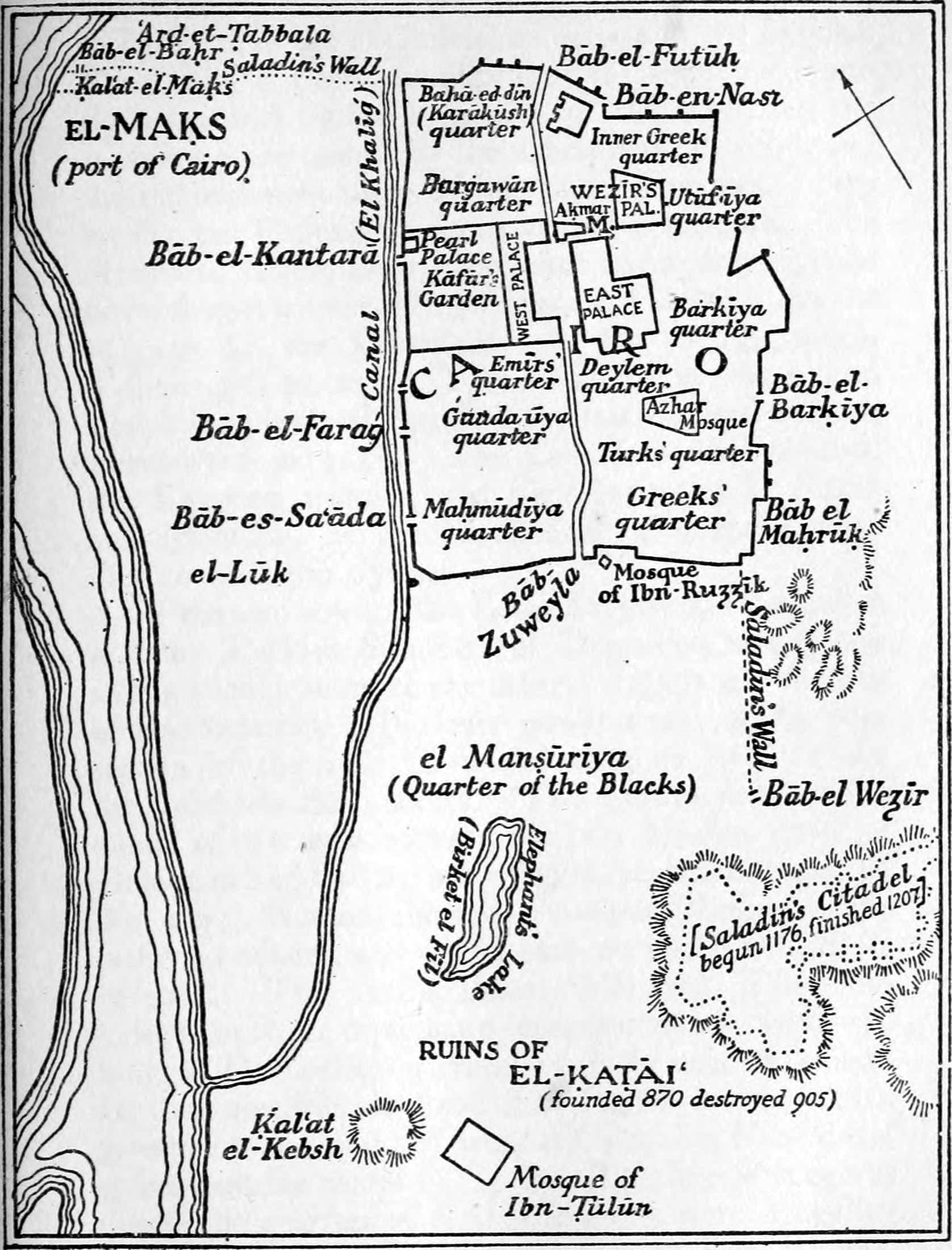
Kairo-Karte von Lane-Poole

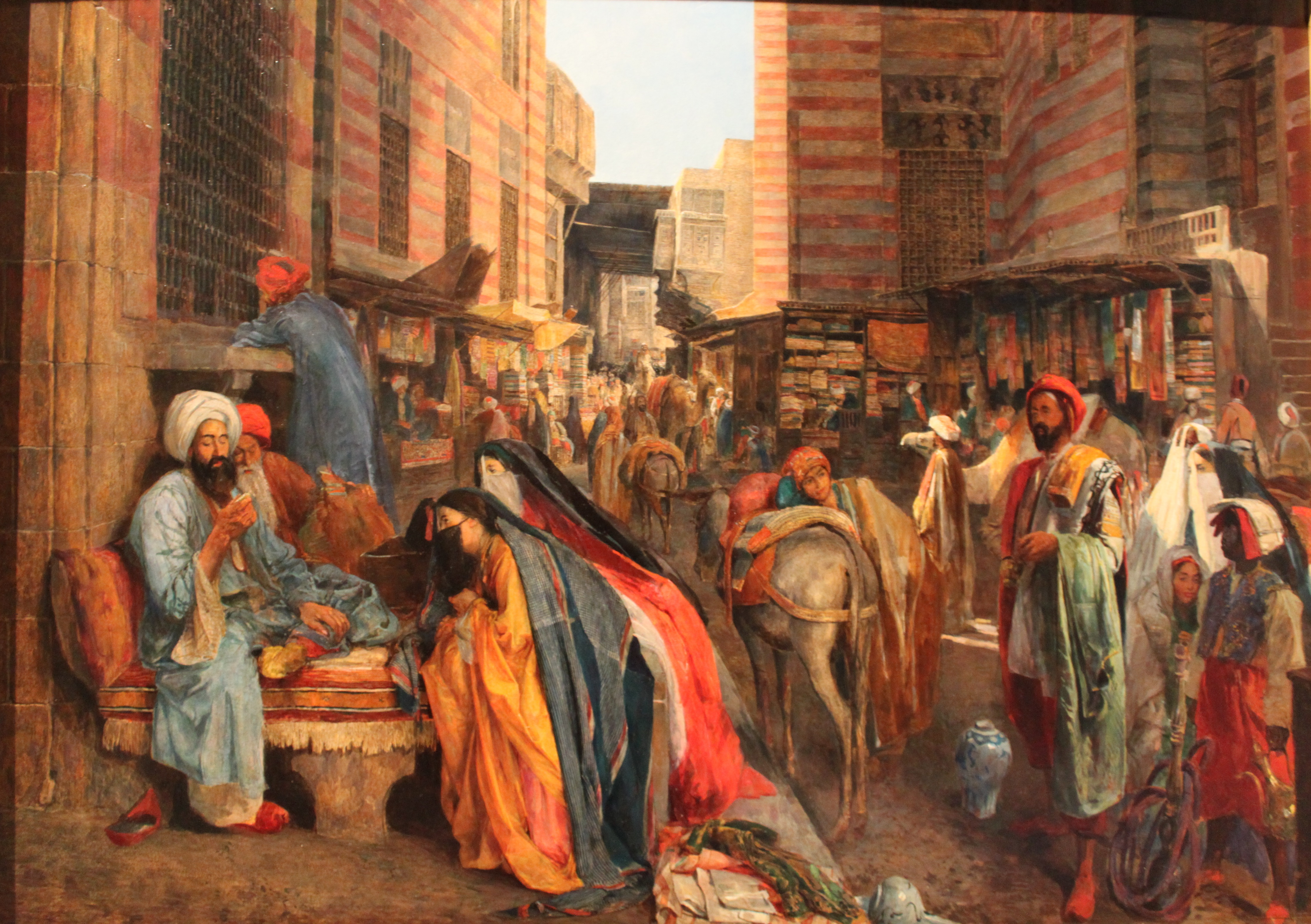
La Rue et la mosquée El Ghouri au Caire (John Frederick Lewis)

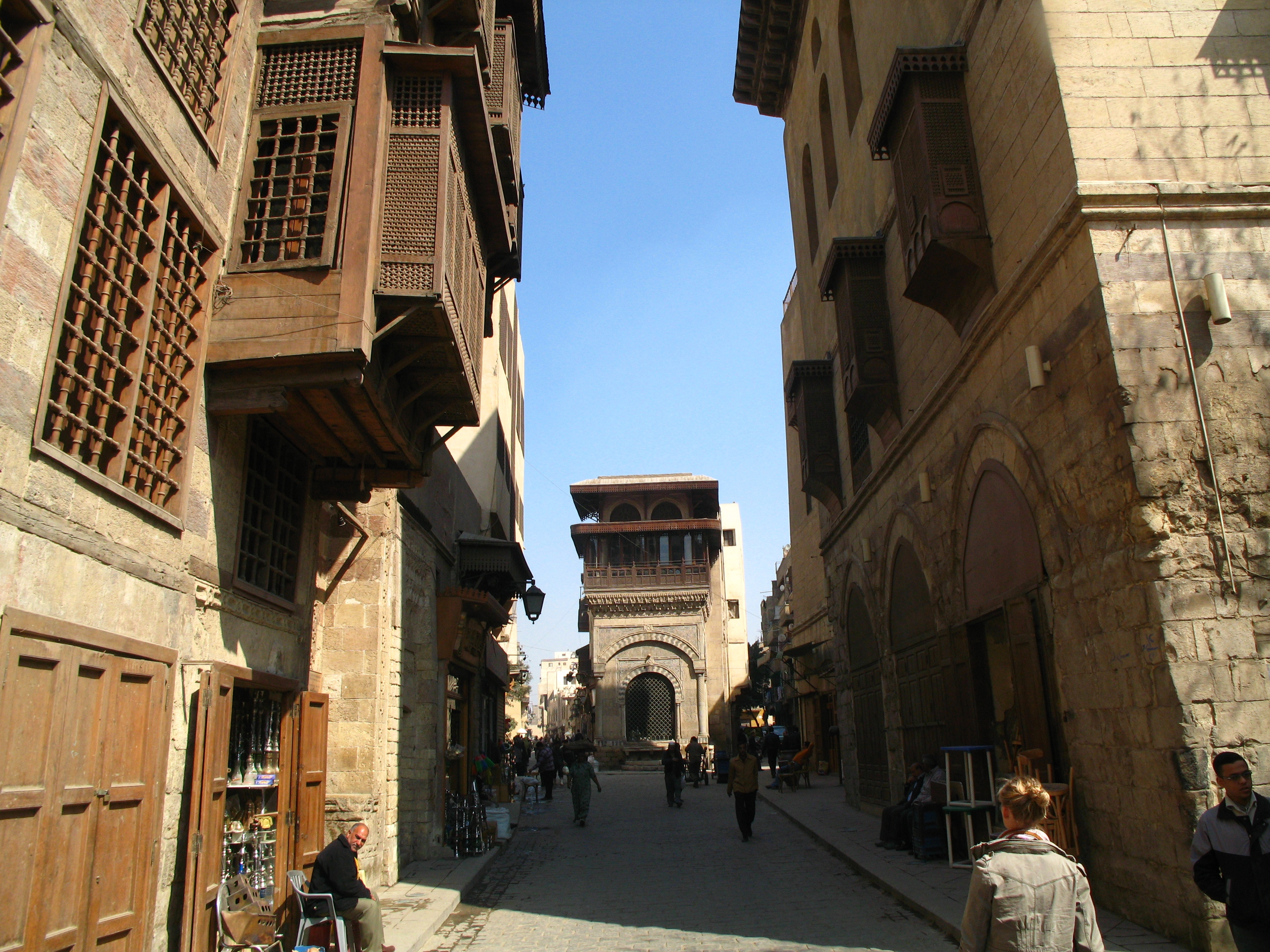
Straßenszene mit dem Sabil-Kuttab von 'Abd al-Rahman Katchuda (1744) im Hintergrund

Die über einen Kilometer lange Straße im mittelalterlichen Stadtteil von Kairo, der Hauptstadt Ägyptens, ist eine der ältesten Straßen der Stadt. Sie erstreckt sich vom Bab al-Futuh, dem Tor der fatimidischen Stadtbefestigung im Norden, bis zum Bab Zuweila, dem Tor im Süden. Einer Studie der Vereinten Nationen zufolge hat sie die größte Konzentration von mittelalterlichen Architekturschätzen der islamischen Welt. Die ägyptische Regierung führte ab 1997 umfangreiche Renovierungsarbeiten an den historischen und modernen Gebäuden, der Bepflasterung und Kanalisation durch, um die Straße in ein Freilichtmuseum islamischer Baukunst umzuwandeln.
Die Muizz-Straße wird im Allgemeinen als in zwei Abschnitte untergliedert betrachtet, mit der al-Azhar-Straße (Schariʿ al-Azhar) als Mittellinie. Der nördliche Teil erstreckt sich von der al-Hakim-Moschee im Norden bis zum Basar Chan el-Chalili und dem Markt der Gewürzhändler an der al-Azhar-Straße und umfasst den Abschnitt mit den Antiquitätenmärkten, der al-Aqmar-Moschee (einer der wenigen erhaltenen Fatimiden-Moscheen) und dem Qalawun-Komplex sowie mehreren gut erhaltenen mittelalterlichen Herrenhäusern und Palästen.
Der südliche Teil erstreckt sich vom Ghuriya-Komplex bis zum Bab Zuweila, dem Tor im Süden, und umfasst den Basar der Zeltemacher im Gamaliya-Bezirk.

## Historische Bauwerke
Im Gebiet rund um die al-Muizz-Straße und auf der Hauptstraße selbst befinden sich viele historische Gebäude, die sich von der Zeit der Fatimiden, Ayyubiden, Mamluken, Osmanen bis zur Muhammad Ali-Ära erstrecken.
Vom Norden der Muizz-Straße in Richtung Süden gibt es auf der Straße oder in ihrer Nähe heute die folgenden Gebäude (siehe auch Übersichtskarten):
- Moschee des al-Hakim bi Amr Allah (1013)
- Wikala des Qaytbay (1481)
- Mausoleum des Ahmad al-Qazid (1335)
- Wikala des Qawsum (1330)
- Sabil-Kuttab des Oda Baschi (1673)
- Abu-Bakr-Muzhir-Moschee (1480)
- Moschee des Sulayman al-Agha Silihdar (1839)
- Bayt al-Suhaymi (1648–1796)
- Sabil Qitas (1630)
- Chanqah des Baybar al-Gaschankir (1310)
- al-Aqmar-Moschee (1125)
- Madrasa des Qarasunqur (1300)
- Sabil-Kuttab und Wikala des Dhu'l Fiqar (1673)
- Sabil-Kuttab des Abdel Rahman Katchuda (1744)
- Moschee des Gamal al-Din Ustadar (1407)
- Musafirchana-Palast (1788)
- Qasr Baschtak (1339)
- Madrasa von Amir Mithqal (1363)
- Moschee des Mahmoud Muharram (1792)
- Sabil des Ismail Pascha (1828)
- Madrasa des al-Kamil Ayyub (1229)
- Madrasa des Barquq (1386)
- Madrasa Tatar al-Higaziya (1348)
- Qa'a des al-Muwaqqi (1350)
- Madrasa des al-Nasir Muhammad (1304)
- Komplex des Qalawun (1285)
- Maq'ad des Mamay al-Sayfi (1496)
- Moschee des Taghri Bardi (1440)
- Sabil-Kuttab des Chusraw Pascha (1535)
- Madrasa des al-Salih Ayyb (1250)
- Sabila-Kuttab Ali Ibn Hayz (1646)
- Wikala des Gamal al-Din al-Dhahabi (1637)
- Sabil-Kuttab des Ahmad Pascha (1864)
- Moschee des al-Sayyidna Husseyn (1154)
- Wikala des Sulayman al-Agha Silihdar (1838)

Im südlichen Teil der Muizz-Straße im Bereich nach der Kreuzung mit der al-Azhar-Straße befinden sich die folgenden historischen Gebäude:
- Moschee des al-Aschraf Barsbay (1425)
- Moschee des Scheichs Ali al-Mutahhar (1744)
- al-Azhar-Moschee (970)
- Moschee des Abu Dahab (1774)
- Madrasa des Sultans al-Ghuri (1505)
- Mausoleum des Sultans al-Ghuri (1505)
- Wikala des al-Ghuri (1505)
- Sabil-Kuttab und Wikala des Qaytbay (1477)
- Haus der Zaynab Hatun (1713)
- Haus der Sitt Wasila (1664)
- Haus von al-Haraw (1731)
- al-Ayni-Moschee (1411)
- Haus des Gamal al-Din al-Dhahabi (1634)
- Fakahani-Moschee (1735)
- Sabil des Tosun Pascha (1820)
- Moschee des Muayyad (1420)
- Wikala und Sabil von Nafisa Bayda (1796)
- Takiya des al-Gulschani (1524)
- Zawiya des Farag Ibn Barquq (1408)
- Salih-Tala'i-Moschee (1160)

## UNESCO-Welterbe
Das Ensemble islamischer Baukunst der islamischen Altstadt von Kairo (Islamic Cairo) wurde von der UNESCO im Jahre 1979 in die Liste des Weltkulturerbes aufgenommen.

## Rehabilitationsprojekt Historisches Kairo
Ein Großteil des 850-Millionen-Ägyptische-Pfund-Projektes Historic Cairo Rehabilitation Project (HCRP) wurde für die Restaurierung der 34 aufgelisteten Denkmäler auf der al-Muizz-Straße und weiterer 67 islamischer Gebäude in benachbarten Gassen ausgegeben.